# Carolyn Strauss

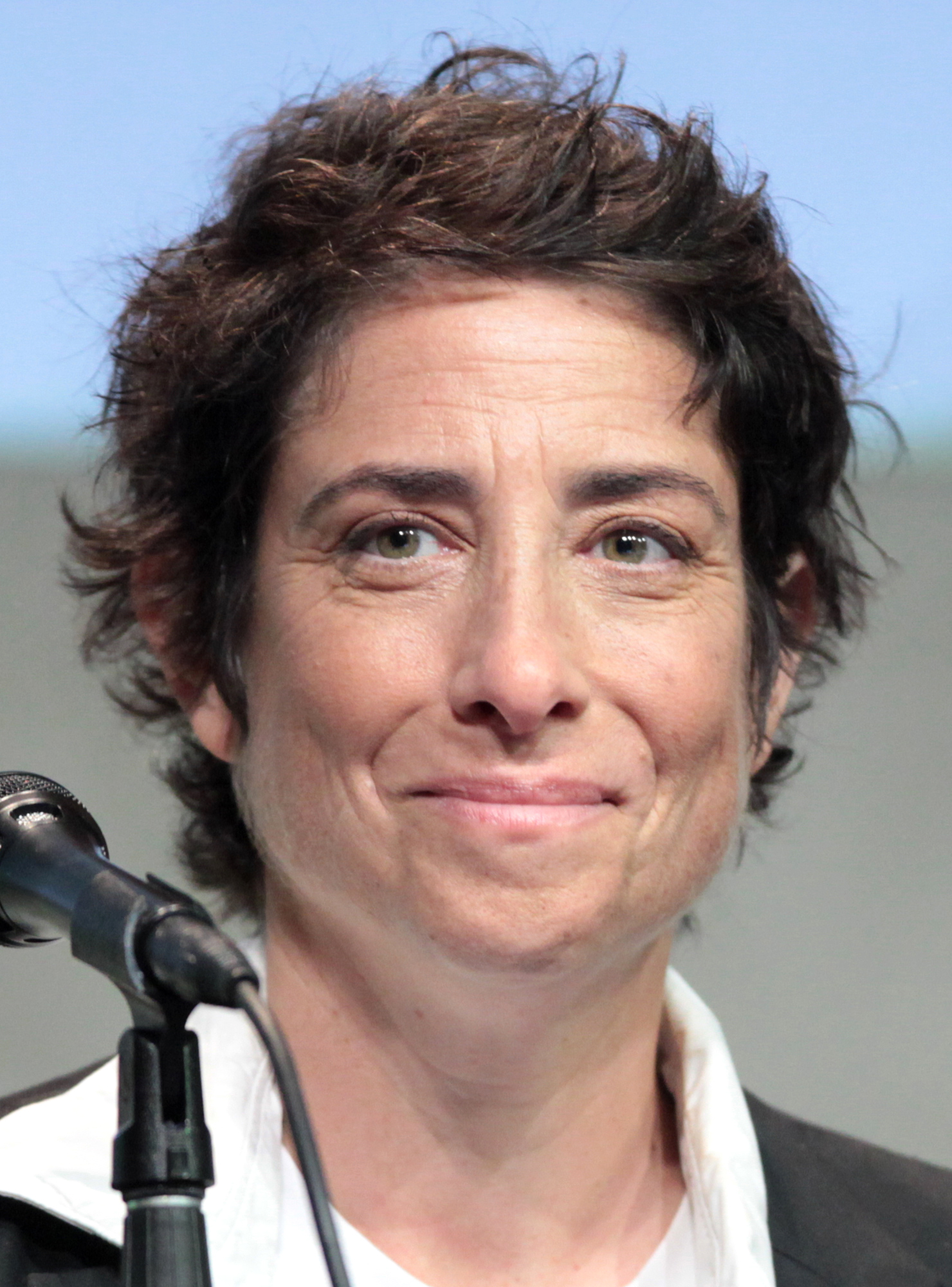
Carolyn Strauss (2015)

Carolyn Strauss (geboren am 13. Juli 1963 in Scarsdale, New York, Vereinigte Staaten) ist eine US-amerikanische Fernsehproduzentin und -managerin. 

## Leben
Strauss war bis 2008 Präsidentin der Unterhaltungsabteilung von HBO und verantwortlich für die Produktion von Serien wie Die Sopranos, The Wire, Six Feet Under – Gestorben wird immer, Lass es, Larry! und Sex and the City. Nach ihrem Ausscheiden aus dieser Position wurde sie Fernsehentwicklerin und Produzentin und erhielt einen Produktionsvertrag mit HBO. Sie hat mit dem Sender an den Serien Treme, Game of Thrones und Luck zusammengearbeitet.
Strauss wurde für zwölf Emmys nominiert und gewann davon fünf.

## Filmografie
- 2010–2013: Treme (Executive Producer)
- 2011–2019: Game of Thrones (Executive Producer)
- 2011–2012: Luck (Executive Producer)
- 2014: The Specials (Executive Producer)[5]
- 2019: Chernobyl (Executive Producer)
- 2019: Deadwood: The Movie (Executive Producer)
- 2022: The Baby (Executive Producer)
- 2022–2024: Somebody Somewhere (Executive Producer)[6]
- seit 2023: The Last of Us (Executive Producer)[7]

## Auszeichnungen und Nominierungen
| Jahr | Auszeichnung          | Kategorie                    | Nominierte          | Ergebnis  | Beleg |
| ---- | --------------------- | ---------------------------- | ------------------- | --------- | ----- |
| 2011 | Primetime Emmy Awards | Outstanding Drama Series     | Game of Thrones     | Nominiert | [ 8 ] |
| 2012 | Primetime Emmy Awards | Outstanding Drama Series     | Game of Thrones     | Nominiert | [ 8 ] |
| 2013 | Primetime Emmy Awards | Outstanding Drama Series     | Game of Thrones     | Nominiert | [ 8 ] |
| 2014 | Primetime Emmy Awards | Outstanding Drama Series     | Game of Thrones     | Nominiert | [ 8 ] |
| 2014 | Primetime Emmy Awards | Outstanding Miniseries       | Treme               | Nominiert | [ 8 ] |
| 2015 | Primetime Emmy Awards | Outstanding Drama Series     | Game of Thrones     | Gewonnen  | [ 8 ] |
| 2016 | Primetime Emmy Awards | Outstanding Drama Series     | Game of Thrones     | Gewonnen  | [ 8 ] |
| 2018 | Primetime Emmy Awards | Outstanding Drama Series     | Game of Thrones     | Gewonnen  | [ 8 ] |
| 2019 | Primetime Emmy Awards | Outstanding Drama Series     | Game of Thrones     | Gewonnen  | [ 8 ] |
| 2019 | Primetime Emmy Awards | Outstanding Limited Series   | Chernobyl           | Gewonnen  | [ 8 ] |
| 2019 | Primetime Emmy Awards | Outstanding Television Movie | Deadwood: The Movie | Nominiert | [ 8 ] |
| 2022 | Peabody Awards        | Entertainment                | Somebody Somewhere  | Nominiert | [ 9 ] |
| 2023 | Primetime Emmy Awards | Outstanding Drama Series     | The Last of Us      | Nominiert | [ 8 ] |